# Nina Ziuskova
Nina Ziuskova (Rusia, 3 de mayo de 1952) es una atleta soviética retirada, especializada en la prueba de 4x400 m en la que llegó a ser campeona olímpica en 1980.

## Carrera deportiva
En los JJ. OO. de Moscú 1980 ganó la medalla de oro en los relevos 4x400 metros, con un tiempo de 3:20.12 segundos, llegando a meta por delante de Alemania del Este y Reino Unido, siendo sus compañeras de equipo: Tatyana Goyshchik, Tatyana Prorochenko y Irina Nazarova.